# La Hougue Boëte

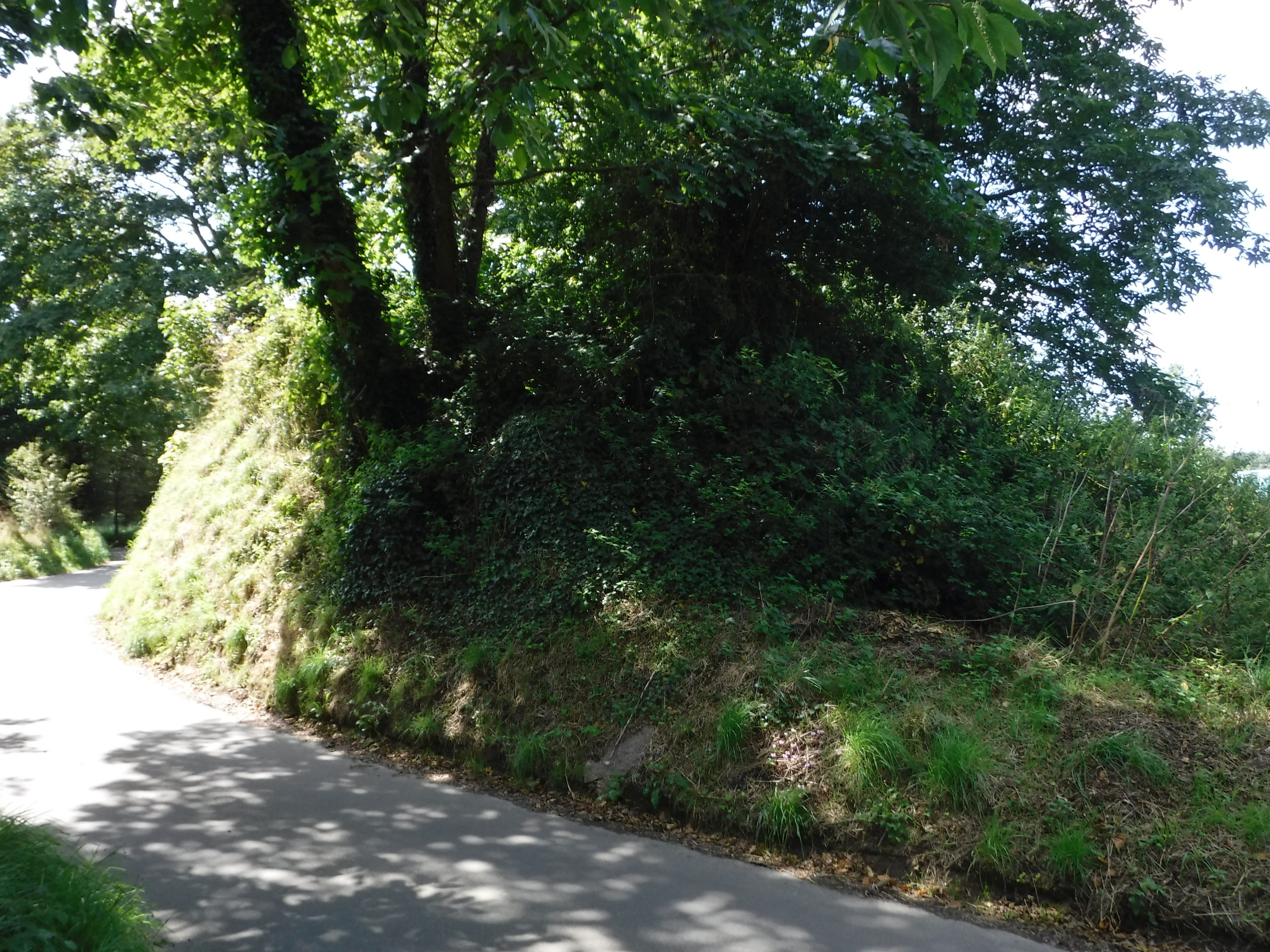
La Hougue Boëte 2017

La Hougue Boëte (auch La Tête du Fief de La Hougue Boëte genannt) liegt an der Rue des Buttes im Kirchspiel Saint John im Norden der Kanalinsel Jersey.
Der ovale 4,5 m hohe, steile Erdhügel barg eine allseits geschlossene Steinkiste (englisch cist), die 1911 ausgegraben wurde. Die zweiseitig mit Doppelwänden gebaute Kiste war zur Hälfte mit Ton gefüllt, auf dem sich eine kleine Steinstruktur befand. Innerhalb des Tons fand sich das ungewöhnliche Begräbnis eines Mannes mitsamt dem Schädel und Brustkorb eines Pferdes. Andere überlieferte, aber verloren gegangene Funde waren ein runder Behälter und das Bruchstück einer Grünsteinaxt. 2003 wurde der Zahn des Pferdes untersucht, der zwischen 60 v. Chr. und 50 n. Chr. datiert wurde. Damit ist La Hougue Boëte eine der am spätesten errichteten Megalithanlagen.